# 江蘇常隆客車

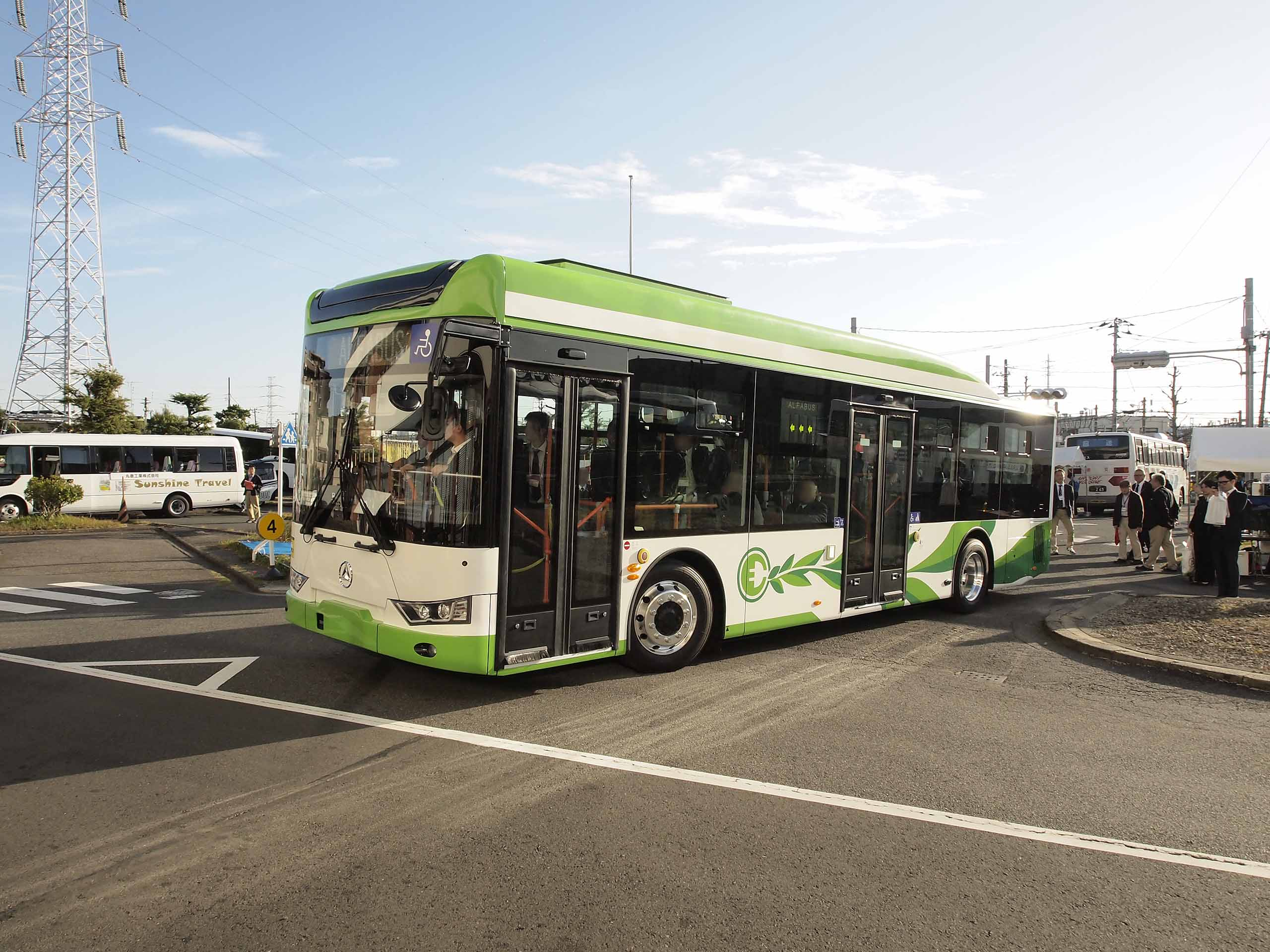
日本に導入されたECITY L10（デモカー）

江蘇常隆客車有限公司（英：Jiangsu Alfa Bus、中国語: 江苏常隆客车）は、江蘇省江陰市に拠点を置く中華人民共和国の自動車メーカー。ALFA BUS（アルファバス）のブランドで、電気バス車両の開発・製造を手掛ける。

## 概要
1999年に江蘇箭牌客車製造廠（中: 江苏箭牌客车制造厂、1984年創業）を買収し、EVバスの設計及び製造を目的に設立された。中国で年間1000台の生産能力を有し、自国向けモデル以外にも欧州向けモデルや後述の日本向けモデルといったバス車両を販売。2012年には中国初の12メートル車両で世界最高基準の「EU完成車認証」を取得。2016年には日本で自動車用リチウムイオン電池の開発や製造などを手掛ける日産自動車とNECの合弁会社「オートモーティブエナジーサプライ（現・エンビジョンAESC）」と高性能リチウム電池の供給パートナーとして業務提携した。

## 日本法人
2019年12月、日本国内におけるEVバスおよびその関連部品の輸出入および販売を目的に、日本の加賀電子グループの商社で株式会社エクセルなどが出資する合弁会社「アルファバスジャパン株式会社」を設立。日本向けに開発した路線バスタイプの大型電気バス「ECITY L10」と小型電気バス「E-City L6」を販売する。
2020年12月に実証実験用車両として四国電力坂出発電所の従業員通勤用バスに初導入され、2021年4月には日光国立公園で低公害バスとして本採用された。2023年時点で国土交通省の「標準仕様ノンステップバス認定」を取得しており、道路運送車両法による保安基準の規定に従い、非常口を後部右側に設置している。搭載バッテリーは日産・リーフと同じエンビジョンAESC製のリチウムイオン電池を採用している。
2023年3月13日、日本に導入された中国・BYD社製EVバスで日本自動車工業会が自主的に規制している発がん性物質「六価クロム」が使用されていた問題を受け、同じく中国で製造するアルファバスも自社製造車両に使われている部品の一部に六価クロムが使用されていたことを公表した。同社ではそのまま使用しても人体に影響はないとしているが、不安払拭を図るため、日本国内で納入済みの車両に対して対象部品の交換を実施した。
2023年10月12日、日本市場向け6m級の小型電気バス「ECITY L6」の発売を発表した。

### 販売車種
- ECITY L10（イーシティ・エル・テン[9]）[13]
  - 大型路線バス（電気バス）
  - 全長:10.48m
  - 全幅:2.485m
  - 全高:3.26m
  - 車両重量:11,800kg
  - 航続距離:240km
  - バッテリー容量:296kWh（三元リチウムイオン電池）
  - 定員:76人
  - 国土交通省認定ノンステップバス標準仕様車

- ECITY L6（イーシティ・エル・シックス）[12]
  - 小型路線バス（電気バス）
  - 全長:6.09m
  - 全幅:2.08m
  - 全高:2.98m
  - 航続距離:200km
  - 駆動用バッテリー容量:105kWh（三元リチウムイオン電池）
  - 定員:25～29人

### 導入実績
- 四国電力 - 2020年12月、実証実験用車両として坂出発電所の従業員通勤用バスにECITY L10を3台導入[5]。
- 日光交通 - 2021年4月23日、同社が受託する栃木県立日光自然博物館で日光国立公園内を走るバスとしてECITY L10を1台導入[6]。2022年より東武バス日光に受託先が変更された。
- 山梨交通 - 2021年10月20日、一般路線用にECITY L10を2台導入、現在は4台導入されている[14][10]。
- しずてつジャストライン - 2023年2月13日、小鹿営業所にECITY L10を1台導入、現在は3台導入されている[15]。
- 越後交通 - 2023年3月19日、中央環状線「くるりん」にECITY L10を2台導入[16]。
- 東武バス日光 - 2023年4月22日、前述の栃木県立日光自然博物館で日光国立公園内を走るバスにECITY L10を1台追加導入[17]。
- 伊丹市交通局 - 2023年5月15日、広畑営業所にECITY L10を2台導入[18]。当初は同年3月に運行開始を予定していたが、発がん性物質「六価クロム」使用問題を受けて一旦延期されていた[19][20]。
- 京都バス - 2023年12月16日、嵐山営業所にECITY L10が2台導入される[21][22]。
- 神姫バス - 2024年3月30日、姫路東出張所にECITY L10が1台導入された[23]。
- 西武バス - 2024年4月1日導入。滝山営業所にECITY L10が2台導入された。
- 山梨交通 - 2024年4月1日導入。甲府駅～米倉山を結ぶシャトルバスにて「ECITY L6」が1台導入された。
- 鯱バス - 2024年4月1日導入。特定企業輸送向けにECITY L10が1台導入された[24]。
- 伊予鉄バス - 2024年12月25日導入。高浜駅から松山観光港間を結ぶシャトルバスに全国で初めて自動運転「レベル4」対応の小型電気バス「ECITY L6」が1台運行開始された。[25]。
- 西東京バス - 2025年3月7日導入。五日市営業所に1台、青梅支所に2台の大型電気バス「ECITY L10」が計.3台導入された。
- 京成トランジットバス - 2025年3月24日導入。塩浜営業所に「ECITY L10」が2台導入された[26]。

## ギャラリー

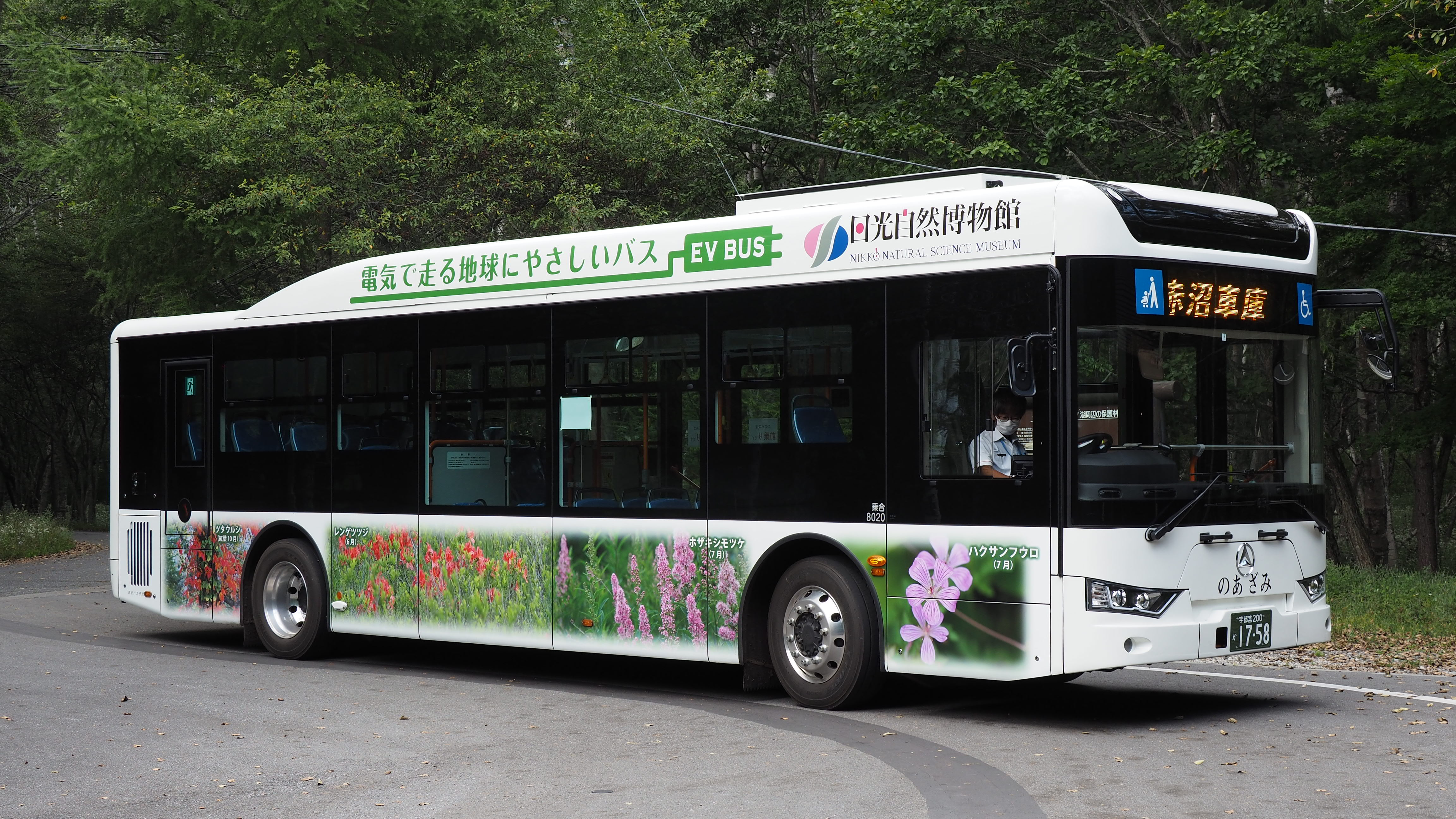
東武バス日光（ECITY L10）
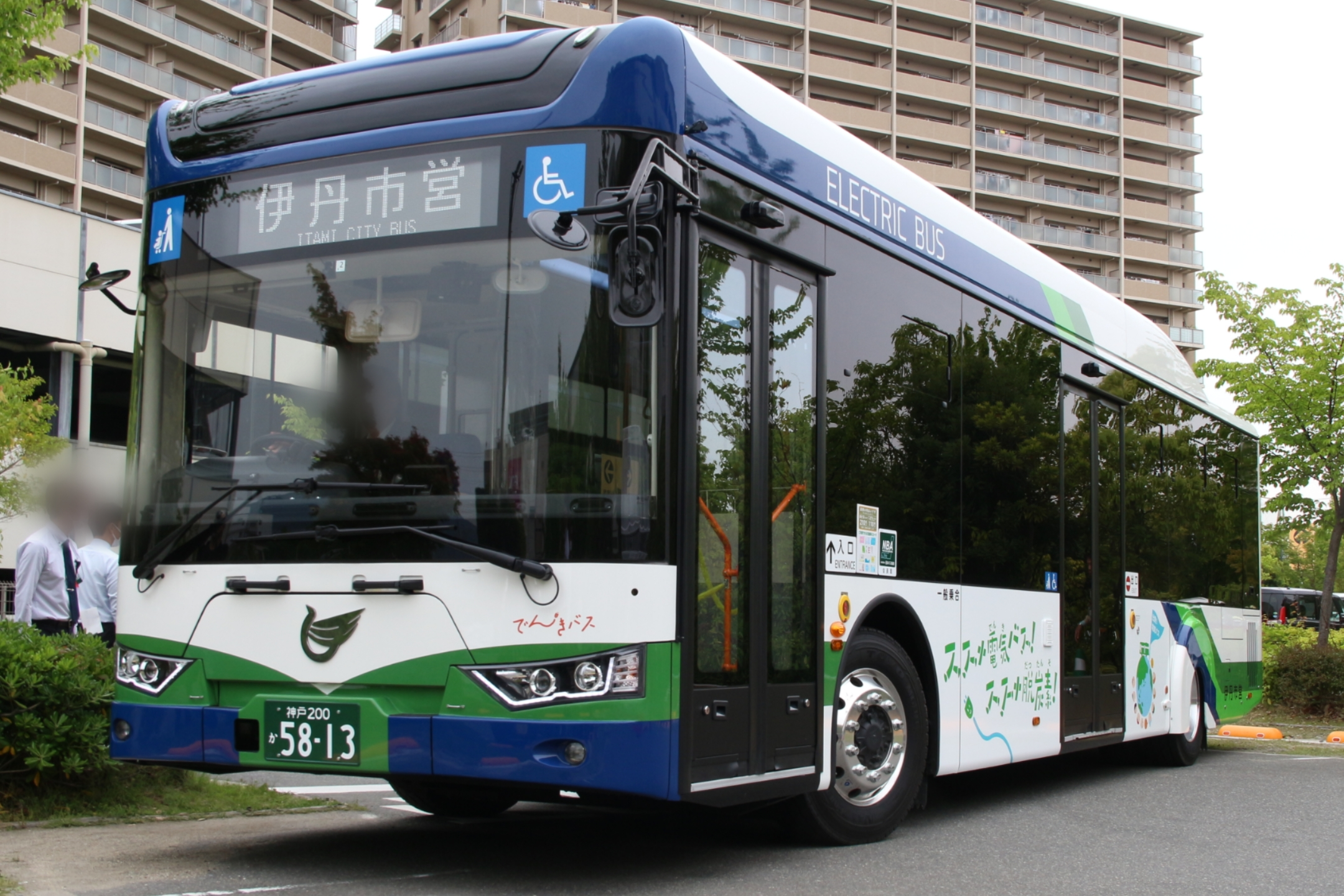
伊丹市交通局（ECITY L10）
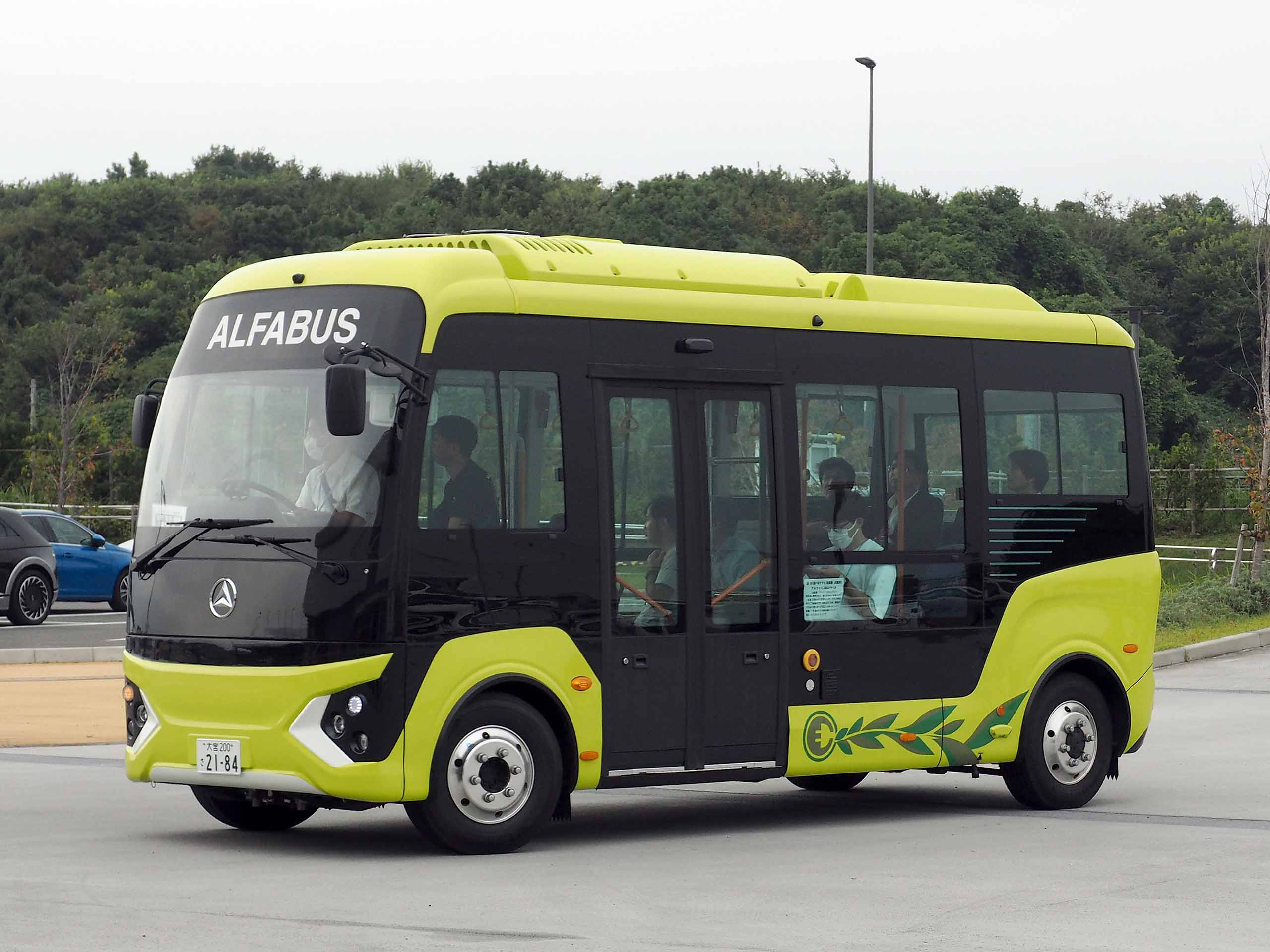
デモカー（ECITY L6）